# Prix Femina
Pour les articles homonymes, voir Femina.
Le prix Femina est un prix littéraire honorifique français, créé en 1904 par vingt-deux collaboratrices du magazine La Vie heureuse, afin de constituer une contre-proposition au prix Goncourt, jugé misogyne en raison notamment de son attribution, cette année-là, à Léon Frapié, aux dépens de la favorite Myriam Harry (la première femme récipiendaire du prix Goncourt sera Elsa Triolet, en 1944). Le prix est attribué chaque année par un jury exclusivement féminin, début novembre au musée Carnavalet depuis 2021, après l'avoir été à l'hôtel de Crillon. Il récompense une œuvre de langue française écrite en prose ou en vers.

## Histoire du prix
Le prix, qui s'appelle à ses débuts prix Vie heureuse du nom d'un tout nouveau magazine destiné à un lectorat féminin intitulé La Vie heureuse et édité par Hachette depuis octobre 1902, est décerné pour la première fois le 4 décembre 1904 par un jury de vingt femmes (deux fois plus que les hommes membres du jury du prix Goncourt).

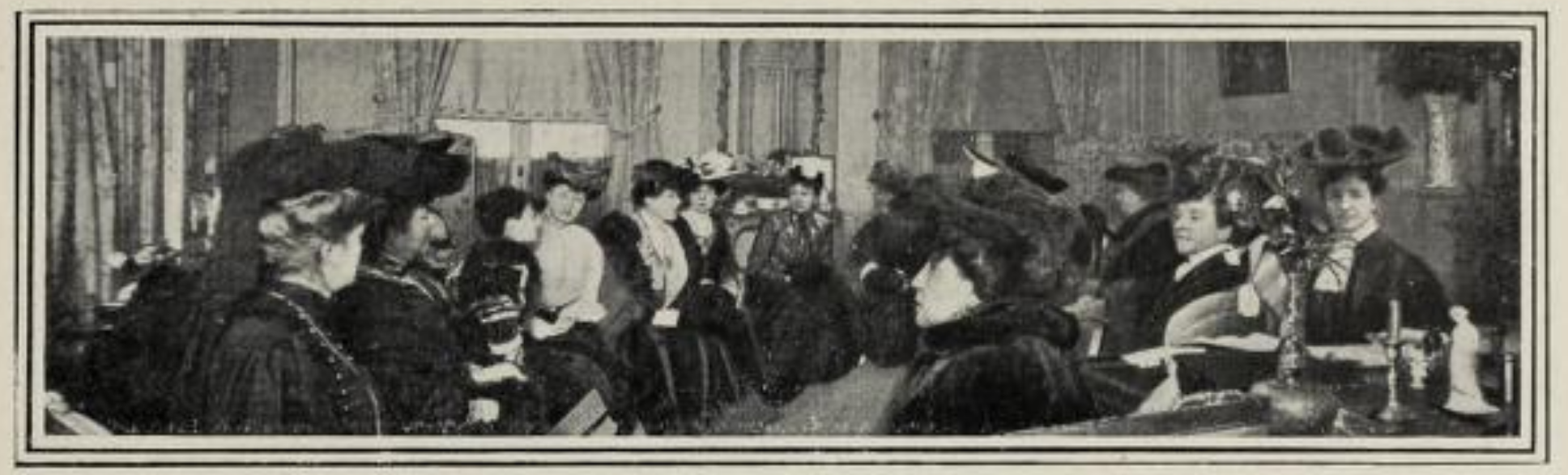
Jury du prix « Vie heureuse » en 1904, dans le salon d’Anna de Noailles.

Outre Anna de Noailles, qui fut la présidente la première année (Mmes Adam et Barine s'étant récusées), les membres du premier jury sont (par ordre alphabétique) Juliette Adam, Arvède Barine, Thérèse Bentzon, Mme Jean Bertheroy, Caroline de Broutelles (directrice du journal), Mme Pierre de Coulevain, Jeanne Mette, Julia Daudet, Lucie Delarue-Mardrus, Jane Dieulafoy, Mary Duclaux, Claude Ferval, Lucie Félix-Faure Goyau (épouse de Georges Goyau), Judith Gautier, Mme Daniel Lesueur, Jeanne Marni, Mme George de Peyrebrune, Marguerite Poradowska, Gabrielle Réval, Séverine et Marcelle Tinayre.
Les fonctions de présidente et secrétaire étant tournantes (sauf la secrétaire perpétuelle, Caroline de Broutelles), les présidences furent assurées successivement par Anna de Noailles (1904), Jane Dieulafoy (1905 et 1911), Séverine (1906), Mme Daniel Lesueur (1907), Marcelle Tinayre (1908), duchesse de Rohan (1909 et 1910, puis 1920), Mmes Claude Ferval (1912) et Jean Dornis (1913), etc.
La première lauréate est Myriam Harry pour La Conquête de Jérusalem, titre qui s'est précédemment retrouvé sur la liste des goncourables. Le lauréat suivant est Romain Rolland. Ce prix ne consacre donc pas uniquement des autrices (sa particularité est bien d'être dirigé par un jury entièrement composé de femmes) ni même un roman : les œuvres en vers peuvent aussi concourir ; ainsi, une poétesse est récompensée en 1906 (Mlle André Corthis, autrice de Gemmes et Moires), et en 1920 ce sera un poète (Edmond Gojon pour son cinquième recueil de poèmes intitulé Le Jardin des Dieux). Le comité de la Vie heureuse décerna aussi quelques prix particuliers de 500 ou 1 000 francs : un prix destiné à une œuvre inédite attribuée seulement en 1908, pour la pièce Les Affranchis de Marie Lenéru, un prix Érudition, Histoire, Géographie, Essais attribué à Albert Baratier en 1911 pour À travers l'Afrique, à Rachel Gaston-Charles pour M. Charmeret en Italie en 1912, à Émile Nolly pour Gens de guerre au Maroc en 1913 et à Cyril Bertier pour Têtes baissées en 1914, ainsi qu'un prix destiné à un ouvrage d'assistance ou de sociologie attribué en 1911 à Léonie Bernardini-Sjöstedt pour La Révision des valeurs de la femme, en 1912 à Paul Gaultier pour La Pensée contemporaine, et en 1914 à Jean Renaud pour Mirage d'exil.
Le groupe Hachette, qui a acquis entretemps le magazine Femina, propose en 1919 aux différents pays alliés d'attribuer un prix similaire. L'Angleterre accepte et un comité est constitué qui se réunit pour la première fois le 20 juin 1920, pour le Femina-Vie heureuse Prize. Par la suite est créé le prix Northcliffe.
Le prix Vie heureuse change de nom à la fin de la guerre de 1914 : Hachette (propriétaire du magazine La Vie heureuse) et Pierre Lafitte (fondateur du magazine Femina en 1901) s'étant associés pour que le prix perdure après 1918, le prix devient dans un premier temps le prix Femina-Vie Heureuse (ou Vie Heureuse-Femina), puis à partir de 1922 le prix Femina et le jury passe à douze membres.
Edmée de La Rochefoucauld, qui a reçu, durant des décennies, le Tout-Paris des lettres et de la pensée dans les salons de son hôtel particulier situé 8 place des États-Unis, salon réputé être l'antichambre de l'Académie française, est pendant des années présidente du jury du prix Femina. Entre autres, Judith Cladel est membre du jury de 1916 à 1958.
Dans les années 1920, le comité du prix Femina a son siège 26, rue Vavin à Paris dans le 6e arrondissement.
La compétition est grande pour l'annonce des résultats entre les jurys du Femina et du Goncourt. Ainsi Antoine de Saint-Exupéry reçoit le Femina en 1931 alors qu'il est favori du Goncourt, idem en 1993 pour Marc Lambron tandis qu'en 1959, c'est le Goncourt qui « souffle » au Femina André Schwarz-Bart. Un accord est conclu en 2000 entre les deux jurys pour que l'ordre d'attribution des deux distinctions alterne en principe d'une année sur l'autre.

## Polémique
Une polémique a entaché le prix en 2019 quand la membre de jury Josyane Savigneau a déclenché une vive controverse en prenant la défense de l'écrivain et pédocriminel Gabriel Matzneff et a été par la suite accusée d’antisémitisme contre la journaliste Anne Rozenberg, visée par Savigneau en raison de son nom aux consonances ashkénazes, à la suite de quoi des internautes avaient demandé sa démission du jury, ce qu'elle avait refusé, considérant n'avoir fait aucune faute.

## Jury
Les membres du jury sont, en 2024, :
- Nathalie Azoulai, présidente
- Évelyne Bloch-Dano
- Claire Gallois
- Paula Jacques
- Christine Jordis, vice-présidente
- Danièle Sallenave (membre honoraire)
- Mona Ozouf
- Patricia Reznikov
- Josyane Savigneau
- Jeanne Benameur
- Brigitte Giraud
- Julie Wolkenstein

## Liste des lauréats
Depuis sa création, le prix a été décerné minoritairement à des femmes, à hauteur de 39,4 %. À titre de comparaison, le prix Goncourt a distingué seulement 9,7 % d'écrivaines.
Certaines femmes ont été récompensées sous un pseudonyme masculin, utilisé afin de légitimer leur travail. C'est par exemple le cas d'André Corthis en 1906, Jacques Morel en 1912, ou encore Dominique Dunois en 1928.
| Année |  | Auteur                    | Ouvrage                               | Éditeur (xe fois)         | Notes                                                            |
| ----- |  | ------------------------- | ------------------------------------- | ------------------------- | ---------------------------------------------------------------- |
| 1904  |  | Myriam Harry              | La Conquête de Jérusalem              | Calmann-Lévy              |                                                                  |
| 1905  |  | Romain Rolland            | Jean-Christophe                       | Cahiers de la Quinzaine   |                                                                  |
| 1906  |  | André Corthis             | Gemmes et Moires                      | Fasquelle                 | Recueil de poésie                                                |
| 1907  |  | Colette Yver              | Princesses de science                 | Calmann-Lévy (2)          |                                                                  |
| 1908  |  | Édouard Estaunié          | La Vie secrète                        | Perrin                    |                                                                  |
| 1909  |  | Edmond Jaloux             | Le reste est silence                  | Stock                     |                                                                  |
| 1910  |  | Marguerite Audoux         | Marie-Claire                          | Fasquelle (2)             |                                                                  |
| 1911  |  | Louis de Robert           | Le Roman du malade                    | Fasquelle (3)             |                                                                  |
| 1912  |  | Jacques Morel             | Feuilles mortes                       | Hachette                  |                                                                  |
| 1913  |  | Camille Marbo             | La Statue voilée                      | Fayard                    |                                                                  |
| 1914  |  | Prix non décerné          |                                       |                           |                                                                  |
| 1915  |  | Prix non décerné          |                                       |                           |                                                                  |
| 1916  |  | Prix non décerné          |                                       |                           |                                                                  |
| 1917  |  | Maurice Larrouy           | L'Odyssée d'un transport torpillé     | Payot                     |                                                                  |
| 1918  |  | Henri Bachelin            | Le Serviteur                          | Flammarion (2)            |                                                                  |
| 1919  |  | Roland Dorgelès           | Les Croix de bois                     | Albin Michel              |                                                                  |
| 1920  |  | Edmond Gojon              | Le Jardin des dieux                   | Fasquelle (4)             | Recueil de poèmes                                                |
| 1921  |  | Raymond Escholier         | Cantegril                             | Ferenczi                  |                                                                  |
| 1922  |  | Jacques de Lacretelle     | Silbermann                            | Gallimard                 |                                                                  |
| 1923  |  | Jeanne Galzy              | Les Allongés                          | Ferenczi (2)              |                                                                  |
| 1924  |  | Charles Derennes          | Le Bestiaire sentimental              | Albin Michel (2)          |                                                                  |
| 1925  |  | Joseph Delteil            | Jeanne d'Arc                          | Grasset                   |                                                                  |
| 1926  |  | Charles Silvestre         | Prodige du cœur                       | Plon                      |                                                                  |
| 1927  |  | Marie Le Franc            | Grand-Louis l'innocent                | Rieder                    |                                                                  |
| 1928  |  | Dominique Dunois          | Georgette Garou                       | Calmann-Lévy (3)          |                                                                  |
| 1929  |  | Georges Bernanos          | La Joie                               | Plon (2)                  |                                                                  |
| 1930  |  | Marc Chadourne            | Cécile de la Folie                    | Plon (3)                  |                                                                  |
| 1931  |  | Antoine de Saint-Exupéry  | Vol de nuit                           | Gallimard (2)             |                                                                  |
| 1932  |  | Ramon Fernandez           | Le Pari                               | Gallimard (3)             |                                                                  |
| 1933  |  | Geneviève Fauconnier      | Claude                                | Stock (2)                 |                                                                  |
| 1934  |  | Robert Francis            | Le Bateau-refuge                      | Alexis Redier             |                                                                  |
| 1935  |  | Claude Silve              | Bénédiction                           | Grasset (2)               |                                                                  |
| 1936  |  | Louise Hervieu            | Sangs                                 | Denoël                    |                                                                  |
| 1937  |  | Raymonde Vincent          | Campagne                              | Stock (3)                 |                                                                  |
| 1938  |  | Félix de Chazournes       | Caroline ou le Départ pour les îles   | Gallimard (4)             |                                                                  |
| 1939  |  | Paul Vialar               | La Rose de la mer                     | Denoël (2)                |                                                                  |
| 1940  |  | Prix non décerné          |                                       |                           |                                                                  |
| 1941  |  | Prix non décerné          |                                       |                           |                                                                  |
| 1942  |  | Prix non décerné          |                                       |                           |                                                                  |
| 1943  |  | Prix non décerné          |                                       |                           |                                                                  |
| 1944  |  | Les Éditions de Minuit    | pour leur œuvre durant la guerre      |                           |                                                                  |
| 1945  |  | Anne-Marie Monnet         | Le Chemin du soleil                   | Myrte                     |                                                                  |
| 1946  |  | Michel Robida             | Le Temps de la longue patience        | Julliard                  |                                                                  |
| 1947  |  | Gabrielle Roy             | Bonheur d'occasion                    | Flammarion (3)            | Première lauréate étrangère et canadienne francophone            |
| 1948  |  | Emmanuel Roblès           | Les Hauteurs de la ville              | Charlot                   |                                                                  |
| 1949  |  | Maria Le Hardouin         | La Dame de cœur                       | Corrêa                    | Première lauréate suisse                                         |
| 1950  |  | Serge Groussard           | La Femme sans passé                   | Gallimard (5)             |                                                                  |
| 1951  |  | Anne de Tourville         | Jabadao                               | Delamain et Boutelleau    |                                                                  |
| 1952  |  | Dominique Rolin           | Le Souffle                            | Seuil                     | Première lauréate belge                                          |
| 1953  |  | Zoé Oldenbourg            | La Pierre angulaire                   | Gallimard (6)             |                                                                  |
| 1954  |  | Gabriel Veraldi           | La Machine humaine                    | Gallimard (7)             | Auteur suisse                                                    |
| 1955  |  | André Dhôtel              | Le Pays où l'on n'arrive jamais       | Horay                     |                                                                  |
| 1956  |  | François-Régis Bastide    | Les Adieux                            | Gallimard (8)             |                                                                  |
| 1957  |  | Christian Mégret          | Le Carrefour des solitudes            | Julliard (2)              |                                                                  |
| 1958  |  | Françoise Mallet-Joris    | L'Empire céleste                      | Julliard (3)              |                                                                  |
| 1959  |  | Bernard Privat            | Au pied du mur                        | Gallimard (9)             |                                                                  |
| 1960  |  | Louise Bellocq            | La Porte retombée                     | Gallimard (10)            |                                                                  |
| 1961  |  | Henri Thomas              | Le Promontoire                        | Gallimard (11)            |                                                                  |
| 1962  |  | Yves Berger               | Le Sud                                | Grasset (3)               |                                                                  |
| 1963  |  | Roger Vrigny              | La Nuit de Mougins                    | Gallimard (12)            |                                                                  |
| 1964  |  | Jean Blanzat              | Le Faussaire                          | Gallimard (13)            |                                                                  |
| 1965  |  | Robert Pinget             | Quelqu'un                             | Minuit (2)                | Auteur suisse                                                    |
| 1966  |  | Irène Monesi              | Nature morte devant la fenêtre        | Mercure de France         |                                                                  |
| 1967  |  | Claire Etcherelli         | Élise ou la Vraie Vie                 | Denoël (3)                |                                                                  |
| 1968  |  | Marguerite Yourcenar      | L'Œuvre au noir                       | Gallimard (14)            |                                                                  |
| 1969  |  | Jorge Semprún             | La Deuxième Mort de Ramón Mercader    | Gallimard (15)            |                                                                  |
| 1970  |  | François Nourissier       | La Crève                              | Grasset (4)               |                                                                  |
| 1971  |  | Angelo Rinaldi            | La Maison des Atlantes                | Denoël (4)                |                                                                  |
| 1972  |  | Roger Grenier             | Ciné-roman                            | Gallimard (16)            |                                                                  |
| 1973  |  | Michel Dard               | Juan Maldonne                         | Seuil (2)                 |                                                                  |
| 1974  |  | René-Victor Pilhes        | L'Imprécateur                         | Seuil (3)                 |                                                                  |
| 1975  |  | Claude Faraggi            | Le Maître d'heure                     | Mercure de France (2)     |                                                                  |
| 1976  |  | Marie-Louise Haumont      | Le Trajet                             | Gallimard (17)            | Auteure belge                                                    |
| 1977  |  | Régis Debray              | La neige brûle                        | Grasset (5)               |                                                                  |
| 1978  |  | François Sonkin           | Un amour de père                      | Gallimard (18)            |                                                                  |
| 1979  |  | Pierre Moinot             | Le Guetteur d'ombre                   | Gallimard (19)            |                                                                  |
| 1980  |  | Jocelyne François         | Joue-nous « España »                  | Mercure de France (3)     |                                                                  |
| 1981  |  | Catherine Hermary-Vieille | Le Grand Vizir de la nuit             | Gallimard (20)            |                                                                  |
| 1982  |  | Anne Hébert               | Les Fous de Bassan                    | Seuil (4)                 | Auteure canadienne                                               |
| 1983  |  | Florence Delay            | Riche et Légère                       | Gallimard (21)            |                                                                  |
| 1984  |  | Bertrand Visage           | Tous les soleils                      | Seuil (4)                 |                                                                  |
| 1985  |  | Hector Bianciotti         | Sans la miséricorde du Christ         | Gallimard (22)            |                                                                  |
| 1986  |  | René Belletto             | L'Enfer                               | P.O.L                     |                                                                  |
| 1987  |  | Alain Absire              | L'Égal de Dieu                        | Calmann-Lévy (4)          |                                                                  |
| 1988  |  | Alexandre Jardin          | Le Zèbre                              | Gallimard (23)            |                                                                  |
| 1989  |  | Sylvie Germain            | Jours de colère                       | Gallimard (24)            |                                                                  |
| 1990  |  | Pierrette Fleutiaux       | Nous sommes éternels                  | Gallimard (25)            |                                                                  |
| 1991  |  | Paula Jacques             | Déborah et les Anges dissipés         | Mercure de France (4)     |                                                                  |
| 1992  |  | Anne-Marie Garat          | Aden                                  | Seuil (5)                 |                                                                  |
| 1993  |  | Marc Lambron              | L'Œil du silence                      | Flammarion (4)            |                                                                  |
| 1994  |  | Olivier Rolin             | Port-Soudan                           | Seuil (6)                 |                                                                  |
| 1995  |  | Emmanuel Carrère          | La Classe de neige                    | P.O.L (2)                 |                                                                  |
| 1996  |  | Geneviève Brisac          | Week-end de chasse à la mère          | L'Olivier                 |                                                                  |
| 1997  |  | Dominique Noguez          | Amour noir                            | Gallimard (26)            |                                                                  |
| 1998  |  | François Cheng            | Le Dit de Tianyi                      | Albin Michel (3)          |                                                                  |
| 1999  |  | Maryline Desbiolles       | Anchise                               | Seuil (7)                 |                                                                  |
| 2000  |  | Camille Laurens           | Dans ces bras-là                      | P.O.L (3)                 |                                                                  |
| 2001  |  | Marie NDiaye              | Rosie Carpe                           | Minuit (3)                |                                                                  |
| 2002  |  | Chantal Thomas            | Les Adieux à la reine                 | Seuil (8)                 |                                                                  |
| 2003  |  | Dai Sijie                 | Le Complexe de Di                     | Gallimard (27)            | Auteur chinois d'expression française                            |
| 2004  |  | Jean-Paul Dubois          | Une vie française                     | L'Olivier (2)             |                                                                  |
| 2005  |  | Régis Jauffret            | Asiles de fous                        | Gallimard (28)            |                                                                  |
| 2006  |  | Nancy Huston              | Lignes de faille                      | Actes Sud                 | Auteure canadienne d'expression française                        |
| 2007  |  | Éric Fottorino            | Baisers de cinéma                     | Gallimard (29)            |                                                                  |
| 2008  |  | Jean-Louis Fournier       | Où on va, papa ?                      | Stock (4)                 |                                                                  |
| 2009  |  | Gwenaëlle Aubry           | Personne                              | Mercure de France (5)     |                                                                  |
| 2010  |  | Patrick Lapeyre           | La vie est brève et le désir sans fin | P.O.L (4)                 |                                                                  |
| 2011  |  | Simon Liberati            | Jayne Mansfield 1967                  | Grasset (6)               |                                                                  |
| 2012  |  | Patrick Deville           | Peste et Choléra                      | Seuil (9)                 |                                                                  |
| 2013  |  | Léonora Miano             | La Saison de l'ombre                  | Grasset (7)               | Première lauréate camerounaise                                   |
| 2014  |  | Yanick Lahens             | Bain de lune                          | Sabine Wespieser          | Première lauréate haïtienne                                      |
| 2015  |  | Christophe Boltanski      | La Cache                              | Stock (5)                 |                                                                  |
| 2016  |  | Marcus Malte              | Le Garçon                             | Zulma                     |                                                                  |
| 2017  |  | Philippe Jaenada          | La Serpe                              | Julliard (4)              |                                                                  |
| 2018  |  | Philippe Lançon           | Le Lambeau                            | Gallimard (30)            | Reçoit exceptionnellement aussi un prix « spécial » Renaudot     |
| 2019  |  | Sylvain Prudhomme         | Par les routes                        | L'Arbalète/Gallimard (31) |                                                                  |
| 2020  |  | Serge Joncour             | Nature humaine                        | Flammarion (5)            |                                                                  |
| 2021  |  | Clara Dupont-Monod        | S'adapter                             | Stock (6)                 |                                                                  |
| 2022  |  | Claudie Hunzinger         | Un chien à ma table                   | Grasset (8)               |                                                                  |
| 2023  |  | Neige Sinno               | Triste tigre                          | P.O.L (5)                 |                                                                  |
| 2024  |  | Miguel Bonnefoy           | Le Rêve du jaguar                     | Rivages                   | Également lauréat du Grand Prix du Roman de l'Académie française |

## Autres prix Femina

### Prix du centenaire du jury Femina
En 2004, le prix du centenaire du jury Femina est attribué à Simon Leys ; il est remis par le ministre de la Culture Renaud Donnedieu de Vabres,.
Il y a quatre lauréats Femina cette année-là (Femina, étranger, essai et centenaire).